# 絮菊属
絮菊属（学名：Filago）是菊科下的一个属，为纤细草本植物。该属共有约20种，目前发现分布于欧洲、亚洲、美洲和非洲北部。